# Virgen de Belén (Puerto Rico)

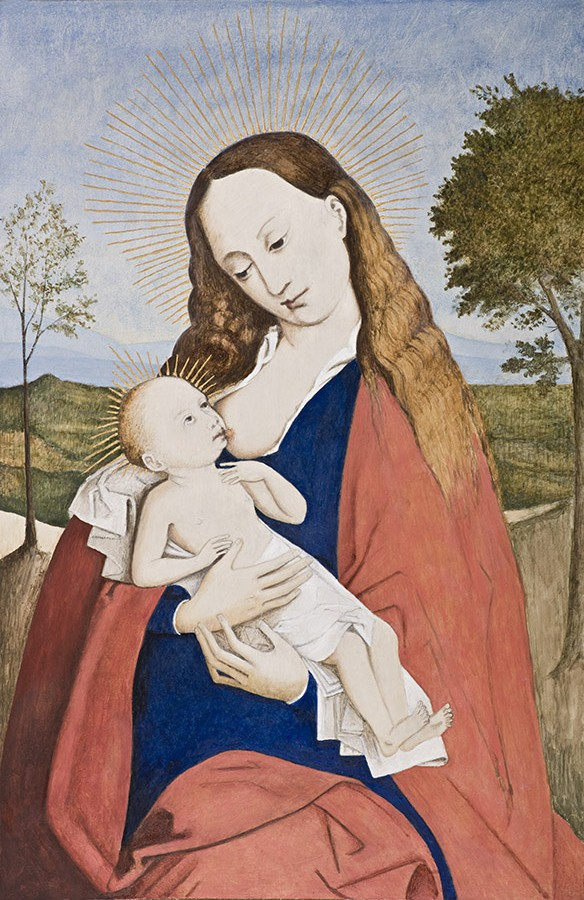
Facsímil de la Virgen de Belén

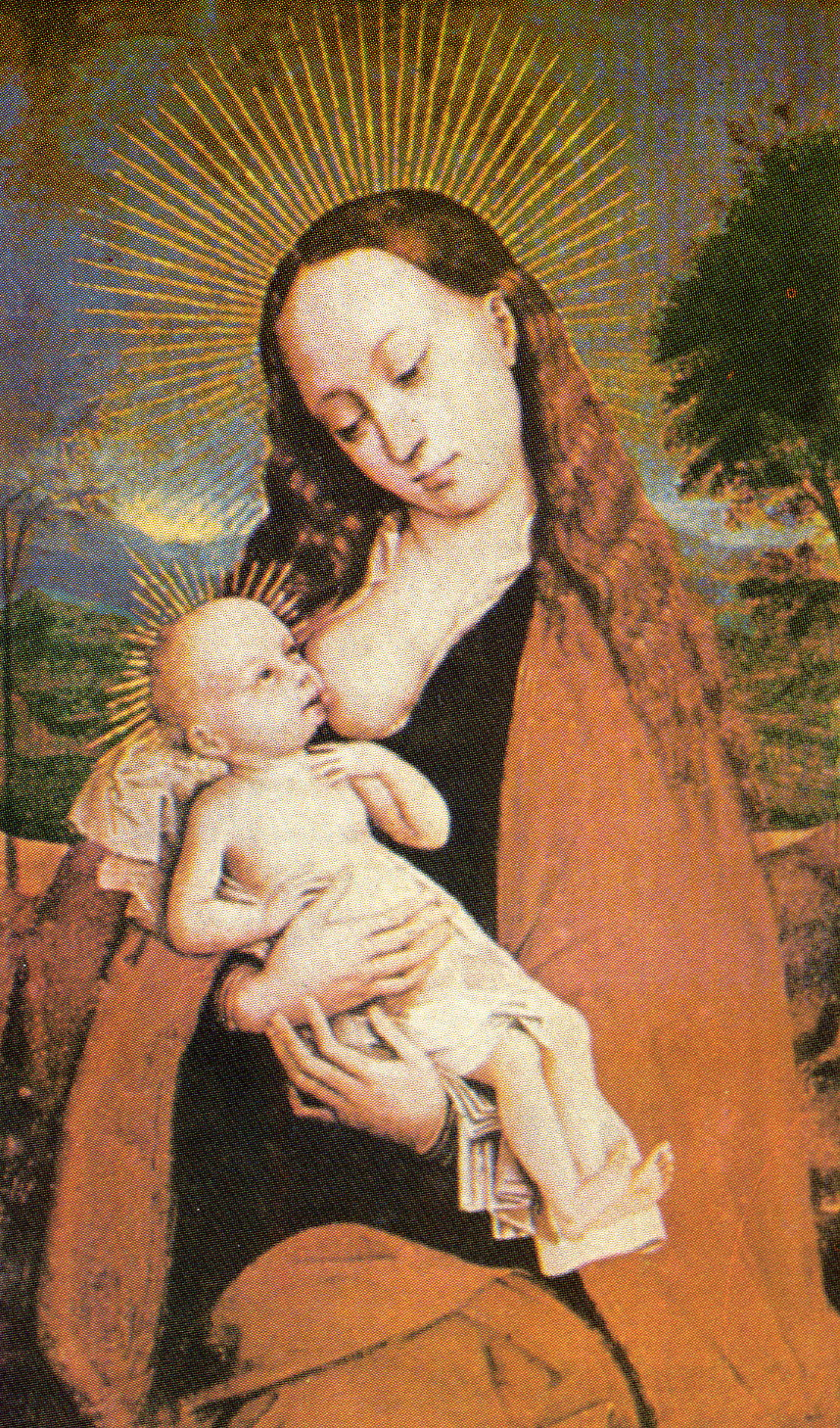
Virgen de Belén original

La Virgen de Belén o Virgen de la leche que llegó a Puerto Rico es un óleo sobre tabla proveniente de Flandes. Los especialistas en arte del siglo XV atribuyen la autoría de la tabla flamenca a la escuela del pintor de Bruselas Rogier van der Weyden o algún discípulo anónimo perteneciente a la escuela del maestro.
La imagen está pintada sobre madera, a manera de lienzo. La imagen de media talla posee rostro venerable, tez blanca, pelo suelto, rayos alrededor de la cabeza, ojos inclinados alegremente al niño envuelto en pañales. Tiene el pecho descubierto, con unas pequeñas gotas de leche dirigidas a los labios del niño. Éste, reclinado en los brazos de su madre, la mira con igual dulzura. La Virgen tiene vestido en túnica azul y manto de rojo intenso o carmesí. A la espalda tiene una especie de arboleda oscura a manera de montaña. Se trata de un paisaje que representa la huida a Egipto. Llegó a San Juan entre 1511 y 1522. Mide 55 por 37 cm.
A causa de las invasiones inglesa de 1598 y holandesa de 1625 fue ocultada y prodigiosamente hallada según la tradición. En 1714 tuvo altar privilegiado en la Catedral de San Juan. 
Durante el asedio de Abercromby (1797), el obispo Juan Bautista Zengotita dio órdenes para que todos los días se llevaran a cabo rogativas en las parroquias de la ciudad. Sus participantes, principalmente mujeres, cantaban cantos y letanías y llevaban en las manos velas o antorchas. El cuadro de la Virgen de Belén fue paseado en procesión por la ciudad pidiendo auxilio. 
Fruto de la devoción personal y del pueblo sanjuanero, el pintor puertorriqueño José Campeche la reprodujo muchas veces. Algunas reproducciones de la Virgen de Belén original están en colecciones privadas, en la Galería Nacional del Viejo San Juan y en el Museo de la Universidad de Puerto Rico en Río Piedras. Un exvoto del pintor atribuye la victoria del asedio a la intercesión de la Virgen de Belén. Así, desde la fe, la protección de la ciudad fue atribuida a la Virgen de Belén, que fue considerada por el pueblo “protectora de la ciudad”.
Una leyenda recogida por Cayetano Coll y Toste cuenta que el invasor inglés vio un ejército de hombres con antorchas. Atemorizado ante tal imponente visión, decidió retirarse y no atacar la ciudad. Hoy existe en la Caleta de San Juan, junto a la antigua muralla y frente a la bahía de San Juan, una escultura imponente llamada "La Rogativa", que eterniza este capítulo memorable de la historia de Puerto Rico.
El primer obispo puertorriqueño Juan Alejo de Arizmendi le fue devoto. En 1806 concedió cuarenta días de indulgencia a quienes rezaran una Salve delante de la imagen, rogando a Dios por los fines de la Iglesia. Mandó colocar una copia en la parroquia Santos Ángeles Custodios de Yabucoa y encargó a los escultores Espada una talla criolla que hoy se encuentra en el altar mayor de la iglesia San Isidro Labrador de Sabana Grande.
El sacerdote católico, Ven. D. Jerónimo Usera y Alarcón, deán de la Catedral de San Juan, redactó la Novena a mediados del siglo XIX. En la dedicatoria al Pueblo de Puerto Rico, al inicio de la Novena, realiza una lectura teológica y antropológica de los hechos históricos. Destaca el valor de los soldados puertorriqueños que lucharon durante el asedio de 1797, pidiendo intercesión a la Virgen de Belén, y atribuye otro tipo de gracias obtenidas durante la epidemia del cólera morbo y una sequía universal.
La Virgen de Belén original fue sustraída de la iglesia San José del Viejo San Juan (antigua Iglesia Santo Tomás de los dominicos) en noviembre de 1972. El 13 de diciembre de 2011 se trajo de Bélgica a Puerto Rico una copia facsímil de la original. Se presentó al pueblo de Puerto Rico el 3 de enero de 2012. En esta fecha se restauró la antigua Angélica Cofradía de Nuestra de Belén y se comenzaron a realizar reproducciones en tela que se han colocado en diversas parroquias del área metropolitana y de la isla, y en casas particulares.
Origen de la tradición iconográfica
Según la tradición, María y su Hijo decansaron en una cueva, llamada la Gruta de la Leche, muy cerca del lugar donde hoy se encuentra erigida la Iglesia de la Natividad. La tradición añade que allí la Virgen amamantó al Niño. Una gota de leche cayó en la piedra de la gruta, y esta se hizo blanca. Durante los primeros siglos, esta creta, diluida en agua, tomaba el aspecto de leche y se usaba como reliquia.
La tradición de la leche se remonta, por otra parte, a los primeros siglos del cristianismo. A los neófitos se les daba a beber leche mezclada con miel, que en las primitivas iglesias de Egipto, Roma y el Norte de África era bendecida solemnemente en las vigilias de Pascua y Pentecostés. La leche con miel simbolizaba la unión de las dos naturalezas en Cristo. La costumbre de dar leche con miel a los recién bautizados no duró demasiado pero sobrevivió la representación artística.
Algunas representaciones iconográficas
En las catacumbas de Priscila, en Roma, figura una representación pictórica de la Virgen, hecha en el siglo II. Es probable que se trate de una Virgen lactante. En las catacumbas también hay otros símbolos que hacen referencia a la leche.
En la iglesia del Monasterio Chilandari, del Monte Athos, en Grecia, fue venerada una Virgen de la Leche, en el estilo bizantino de los siglos XI y XII, llamada Panagia Galaktotrophusa.
Una inscripción del siglo XIII, en una de las imágenes de la Virgen (que pudo ser una Virgen de la Leche), en la ciudad de Sednaya, cerca de Damasco, figura en latín: Hoc oleum ex ubere Genitris Dei Virginia Mariae emanavit in loco, qui Sardinia vocatur, ubi genitilitas est, ex imagine lignea “Este óleo manó del pecho de la Virgen María, Madre de Dios, esculpida en madera, lo que sucedió en un lugar de gentiles llamado Sardinia”. Esta imagen fue trasladada de Constantinopla a Sednaya, probablemente en el siglo XI. Y hasta pasado el siglo XIV, se distribuyó aceite o leche. Este icono tuvo mucha influencia. Los Templarios distribuyeron la sustancia entre los peregrinos y en muchos países. Es muy probable que este famoso santuario de Sednaya, que fue lugar de peregrinaciones de cristianos de Oriente y Occidente, sea la fuente (o una de las fuentes principales) del tema pictórico.
Las representaciones de la Virgen en los Países Bajos
Respondiendo a la devoción y culto a la Virgen en Europa durante la Baja Edad Media, los pintores flamencos primitivos multiplicaron las imágenes de María. A finales del siglo XV, XVI y hasta el Concilio de Trento (1545-1563), tuvieron auge en los Países Bajos las representaciones de la Virgen de la leche.
Rogier Van der Weyden, presunto autor de la Virgen de Belén, fue pintor flamenco de fama y prestigio en el siglo XV. Abandonó en 1435 su ciudad natal de Tournai para establecerse en Bruselas, donde fue nombrado pintor de la ciudad. No se conserva ninguna obra del autor firmada.
El interés por su arte no se limitó a la región bruselense. Recibió encargos de regiones distantes como Italia, Saboya, las tierras del Rin y España.
Sobre su llegada o "aparición" en Puerto Rico se barajan varias hipótesis. Es posible que la tabla flamenca pasara a algún convento de dominicos en España y poco más tarde acompañara en su viaje a los frailes dominicos fundadores del primer convento en el Viejo San Juan. También son posibles otras hipótesis, como la que la supone traída por el primer grupo de colonizadores al mando de Juan Ponce de León o algunos miembros anónimos de la familia franciscana.